# Einar Axelsson
Einar Axelsson (25 de febrero de 1895-30 de octubre de 1971) fue un actor teatral, cinematográfico y televisivo de nacionalidad sueca.

## Biografía
Su nombre completo era Richard Axelsson, y nació en Lund, Suecia, siendo sus padres los actores Konstantin Axelsson y Amelie Axelsson. Einar Axelsson era hermano del periodista George Axelsson (1898–1966), activo en el New York Times en los años 1940, y primo del también periodista Ingvar Axelsson.
Hizo sus primeras actuaciones teatrales en el Svenska teatern de Estocolmo en 1912–1913. Tras actuar en el Folkteatern en 1913–1914, ingresó en la compañía teatral de Karin Swanström, en la cual se dio a conocer con papeles como el de Armand en La dama de las camelias y Alexei Csorny en Katarina II. Actuó después para la compañía de Albert Ranft (1917–1918), en el Lorensbergsteatern (1918–1919) y para la formación de Hjalmar Selander (1919–1921). En el otoño de 1921 regresó al Svenska teatern. Entre 1925 y 1941 Axelsson fue uno de los principales nombres de las formaciones teatrales de Ernst Eklund. En 1941 fue empleado por el Teatro Dramaten, donde encarnó personajes como Jacques en Den fångna, Gregers Werle en Vildanden, von Nieppberg en Madame Sans-Gêne, Mikkel Borgen en I begynnelsen var Ordet y Andreas Blek af Nosen en Noche de reyes.
En 1920 se casó con la actriz Maja Ljunggren (1878–1921), que previamente había estado casada con el actor Nils Arehn. Después, entre 1926 y 1938, estuvo casado con la actriz Doris Göhle (1903–1978) y, finalmente, en 1938 se casó con la actriz Alli Halling (1907–1966). 
Einar Axelsson falleció en 1971 en Stocksund, Estocolmo, y fue enterrado en el Cementerio de la Iglesia Danderyds.

## Filmografía (selección)
- 1969 : Eva - den utstötta
- 1963 : Ett drömspel (TV)
- 1963 : Adam och Eva
- 1958 : Vi på Väddö
- 1958 : Flottans överman
- 1958 : Den store amatören
- 1958 : Bock i örtagård
- 1957 : Arken
- 1956 : Swing it, fröken
- 1956 : Flickan i frack
- 1956 : Ett dockhem
- 1954 : Simon Syndaren
- 1951 : Frånskild
- 1948 : Solkatten
- 1947 : Tant Grön, Tant Brun och Tant Gredelin
- 1946 : Iris och löjtnantshjärta
- 1946 : Bröder emellan
- 1944 : Fia Jansson från Söder
- 1944 : Fattiga riddare
- 1944 : Kejsarn av Portugallien
- 1944 : Släkten är bäst
- 1943 : Som fallen från skyarna
- 1942 : Olycksfågeln nr 13
- 1942 : En sjöman i frack
- 1942 : I gult och blått
- 1942 : Det är min musik
- 1942 : Lyckan kommer
- 1942 : Vi hemslavinnor
- 1942 : Flickan i fönstret mitt emot
- 1941 : Fransson den förskräcklige
- 1941 : Magistrarna på sommarlov
- 1941 : Nygifta
- 1941 : Ett brott
- 1940 : Hanna i societén
- 1940 : Åh, en så'n advokat
- 1937 : Häxnatten
- 1937 : Lyckliga Vestköping
- 1937 : En flicka kommer till sta'n
- 1936 : Spöket på Bragehus
- 1936 : Ä' vi gifta?
- 1936 : På Solsidan
- 1936 : Ungdom av idag
- 1935 : Äktenskapsleken
- 1935 : Kanske en gentleman
- 1934 : En stilla flirt
- 1934 : Eva går ombord
- 1933 : Giftasvuxna döttrar
- 1932 : Kärleksexpressen
- 1932 : Svarta rosor
- 1928 : Ådalens poesi
- 1926 : Flickan i frack
- 1926 : Flickorna på Solvik
- 1926 : Giftas
- 1925 : Ett köpmanshus i skärgården
- 1925 : Polis Paulus' påskasmäll
- 1925 : Karl XII
- 1922 : Amatörfilmen
- 1922 : Thomas Graals myndling
- 1921 : Vallfarten till Kevlaar
- 1921 : Körkarlen
- 1917 : Tösen från Stormyrtorpet

## Teatro (selección)
- 1921 : Komprometterad, de Frances Nordstrom, dirección de Nils Johannisson, Vasateatern[4]
- 1923 : Lilla modellen, de Rudolf Eger, dirección de Gunnar Klintberg, Svenska teatern de Estocolmo[5]
- 1923 : En herre i frack, de André Picard, dirección de Nils Johannisson, Svenska teatern[6]
- 1924 : Pärlhalsbandet, de Lothar Schmidt, dirección de Gunnar Klintberg, Svenska teatern[7]
- 1924 : Portiern på Maxim, de Charles-Anatole Le Querrec, Gustave Quinson y Henri Geroule, dirección de Ernst Eklund, Blancheteatern[8]
- 1924 : Lilla Busses bröllop, de Richard Kessler, dirección de Knut Nyblom, Vasateatern[9]
- 1925 : Portiern på Maxim, de Charles-Anatole Le Querrec, Gustave Quinson y Henri Geroule, dirección de Ernst Eklund, Blancheteatern
- 1926 : Kassabrist, de Vilhelm Moberg, dirección de Erik Berglund, Blancheteatern[10]
- 1926 : I skolan igen, de André Birabeau, dirección de Mathias Taube, Blancheteatern[11]
- 1927 : Buketten, de André Birabeau y Georges Dolley, dirección de Erik Berglund, Komediteatern[12]
- 1927 : Skrämda katter, de Margaret Mayo y Aubrey Kennedy, dirección de Erik Berglund, Djurgårdsteatern[13]
- 1927 : Guldgrävare, de Avery Hopwood, dirección de Ernst Eklund, Djurgårdsteatern[14]
- 1927 : La tía de Carlos, de Brandon Thomas, dirección de Elis Ellis, Djurgårdsteatern[15]
- 1927 : Mysteriet Milton, de Edgar Wallace, dirección de Ernst Eklund, Komediteatern[16]
- 1928 : Indianer och vita, de Axel Berggren, dirección de Albert Ståhl, Komediteatern[17]
- 1928 : Den fångna, de Édouard Bourdet, dirección de Ernst Eklund, Komediteatern[18]
- 1928 : Mördaren, de Hildur Dixelius, dirección de Ernst Eklund, Komediteatern[19]
- 1929 : La ópera de los tres centavos, de Bertolt Brecht y Kurt Weill, dirección de Ernst Eklund, Komediteatern[20]
- 1930 : God morgon, Bill, de P. G. Wodehouse y Ladislaus Fodor, dirección de Gösta Cederlund, Komediteatern[21][22]
- 1934 : Tovaritch, de Jacques Deval, dirección de Ernst Eklund, Komediteatern[23]
- 1935 : Natt över havet, de Harry Blomberg, dirección de Ernst Eklund, Komediteatern[24]
- 1935 : Vi måste gifta bort mamma, de Neil Grant, dirección de Alice Eklund, Komediteatern[25]
- 1935 : Tonvikt på ungdomen, de Samson Raphaelson, dirección de Ernst Eklund, Komediteatern[26]
- 1935 : Nöddebo prästgård, de Elith Reumert, dirección de Gösta Terserus, Komediteatern[27]
- 1936 : Bättre mans barn, de Gertrude Friedberg, dirección de Harry Roeck Hansen, Vasateatern[28]
- 1936 : Skolka skolan, de Stefan Bekeff y Adorjan Stella, dirección de Carlo Keil-Möller, Vasateatern[29]
- 1936 : El pato silvestre, de Henrik Ibsen, dirección de Martha Lundholm, Vasateatern[30]
- 1936 : Gröna hissen, de Avery Hopwood, dirección de Gösta Ekman (sénior), Vasateatern[31]
- 1937 : Min son ministern, de André Birabeau, dirección de Martha Lundholm, Vasateatern[32][33]
- 1937 : Vår egen tid, de Leck Fischer, dirección de Martha Lundholm, Vasateatern[34]
- 1938 : Prinsessan Törnrosa, de Zacharias Topelius, dirección de Gösta Terserus, Teatro Oscar[35]
- 1939 : Celeber skilsmässa, de Gilbert Wakefield, dirección de Ernst Eklund, Teatro Oscar[36]
- 1940 : Trettio sekunder kärlek, de Aldo De Benedetti, dirección de Ernst Eklund, Teatro Oscar[37]
- 1940 : Fröken kyrkråtta, de Ladislas Fodor y Ludvig Schinseder, dirección de Ernst Eklund, Teatro Oscar[38]
- 1940 : Älskar du mig?, de Arthur Macrae, dirección de Ernst Eklund, Teatro Oscar[39]
- 1941 : Han som kom till middag, de George S. Kaufman y Moss Hart, dirección de Martha Lundholm, Vasateatern[40][41]
- 1941 : Kan man lita på Peter?, de Johann von Bokay, dirección de Martha Lundholm, Vasateatern[42]
- 1942 : Kid Jackson, de Marcel Achard, dirección de Olof Molander, Vasateatern[43]
- 1942 : Flykten från Paris, de Lo Håkansson, dirección de Martha Lundholm, Vasateatern[44]
- 1942 : Lille Napoleon, de Paul Sarauw, dirección de Max Hansen, Vasateatern[45]
- 1942 : I vår Herres hage, de Josef Čapek y Karel Capek, dirección de Gösta Folke, Vasateatern[46]
- 1942 : Lille Eyolf, de Henrik Ibsen, dirección de Martha Lundholm, Vasateatern[47]
- 1942 : Min syster Eileen, de Joseph Fields y Jerome Chodorov, dirección de Gösta Folke, Vasateatern[48]
- 1943 : Lilla helgonet, de Florimond Hervé, Henri Meilhac y Albert Millaud, dirección de Max Hansen, Vasateatern[49]
- 1943 : Kungen, de Robert de Flers, Emmanuel Arène y Gaston Arman de Caillavet, dirección de Rune Carlsten, Dramaten
- 1951 : Kvinnan bör inte brännas, de Christopher Fry, dirección de Alf Sjöberg, Dramaten
- 1951 : Amorina, de Carl Jonas Love Almqvist, dirección de Alf Sjöberg, Dramaten
- 1951 : Simon trollkarlen, de Tore Zetterholm, dirección de Arne Ragneborn, Dramaten
- 1953 : Hans nåds testamente, de Hjalmar Bergman, dirección de Sandro Malmquist, Skansens friluftsteater[50]
- 1955 : Markurells i Wadköping, de Hjalmar Bergman, dirección de Sandro Malmquist, Skansens friluftsteater
- 1960 : Hamlet, de William Shakespeare, dirección de Alf Sjöberg, Dramaten
- 1960 : Till Damaskus, del I, de August Strindberg, dirección de Olof Molander, Dramaten
- 1960 : Kvartetten som sprängdes, de Birger Sjöberg, dirección de Åke Falck, Skansens friluftsteater[51]
- 1961 : Det givmilda testamentet, de Jean-François Regnard, dirección de Tore Karte, Fredriksdalsteatern[52]
- 1961 : La fierecilla domada, de William Shakespeare, dirección de Per Gerhard, Vasateatern[53]
- 1965 : Don Juan, de Molière, dirección de Ingmar Bergman, Dramaten[54]
- 1969 : La ópera de los tres centavos, de Kurt Weill y Bertolt Brecht, dirección de Alf Sjöberg, Dramaten

## Radioteatro
- 1944 : Den stora vårutredningen 1944, de Georg Eliasson y Gösta Rybrant, dirección de Palle Brunius[55]
- 1953 : Midsommar, de August Strindberg, dirección de Palle Brunius[56]
- 1960 : Kvartetten som sprängdes, de Birger Sjöberg, dirección de Åke Falck[57]